# ニュー・レイバー

ニュー・レイバーのロゴ

ニュー・レイバー（英語：New Labour）（ニュー・レーバー、新労働党、新しい労働党）は、1990年代半ばから後半のイギリス・労働党史において支配的であった政治哲学である。トニー・ブレア、ゴードン・ブラウンら改革派（モダナイザー）が主導した。「レイバー」はイギリス労働党（Labour）を意味し、「新労働党」「新しい労働党」とも訳される。
ニュー・レイバーという語は、1994年の労働党大会のスローガンにおいて初めて使用され、1996年に公表されたマニフェスト草案『ニュー・レイバー、イギリスの新生（en:New Labour, New Life for Britain）』にも登場した。労働党は、国有化に力点を置いていた党規約第4条を改訂し、市場経済を支持する内容に変更した。ニュー・レイバーは、このように新しく改革された労働党のブランドとして提示された。このブランドは、同党が1997年から2010年まで政権を握っていた間に広く使用された。ニュー・レイバーは、アンソニー・クロスランドの政治思想と、ブレアとブラウンの指導力、そしてピーター・マンデルソンとアラステア・キャンベルのメディア活動の影響を受けた。ニュー・レイバーの政治哲学は、資本主義と社会主義の統合を試みた「第三の道」に影響を受けている。「第三の道」はアンソニー・ギデンズが提唱したものであり、それを労働党が発展させた。同党は平等よりも「社会正義」を重視し、機会均等の必要性を強調し、経済効率と社会正義を実現するために市場の活用を信条とした。
「ニュー・レイバー」という方針は、有権者の信頼を回復し、労働党の伝統的な社会主義政策からの脱却を印象づけ、それによって労働党の近代化を国民に伝えるために構築された。しかし、選挙公約を破り、労働組合とのつながりを弱めたことで批判された。
1983年の総選挙での大敗の後、労働党内では近代化を求める声が高まった。党内の穏健左派トリビューン・グループ出身の新党首ニール・キノックは、党の敗北につながった政策の見直しと、元テレビプロデューサーピーター・マンデルソンに党の社会的イメージを改善させることを主張した。ニール・キノックは政府の役割を重視しつつも市場の補完的役割を認める形での福祉国家政策の転換を提案し、1992年に労働党党首となったジョン・スミスは労働党の新たな理念を「社会正義」というスローガンのもとで刷新することでサッチャリズムへの対抗を図った。しかし、トニー・ブレアらモダナイザーは、キノックやジョン・スミスによる改革において唱えられた言説は、十分に福祉国家を脱却したものではないと考えていた。ブレアらは「ニュー・レイバー」のスローガンを掲げて選挙での支持拡大を図り、1997年の総選挙までに中流階級で大きな支持を獲得し、圧勝した。労働党は2001年の総選挙でもこの幅広い支持を維持し、2005年の総選挙では労働党史上初めて3連勝を果たした。ただし2005年の総選挙においては、得票差は4年前と比べ大幅に減少した。
2007年、ブレア首相は13年間務めた党首を辞任し、ゴードン・ブラウン財務大臣が後任となった。労働党は2010年の総選挙で敗北し、36年ぶりのハング・パーラメント（宙吊り議会）となり、保守党と自由民主党の連立政権が誕生した。ブラウンは間もなく首相と労働党党首を辞任した。後任の党首となったエド・ミリバンドは、ニュー・レイバーの方針を破棄し、ワンネーション・レイバーの方針の下で労働党の政治的立場を左傾化させた。第21代党首のジェレミー・コービンは党をさらに左傾化させたが、第22代党首キア・スターマーは党を中道に戻し、2024年の総選挙で勝利した。スターマーの党指導力はブレア首相の指導力と広く比較され、ニュー・レイバーが達成したのと同様に、スターマーは党を中道に戻したと評価されている。しかし2024年総選挙において労働党が獲得した得票数ならびに得票率は、コービン体制下での2017年総選挙のときより大幅に減少し、党員数もスターマー体制下で減少した。

## 歴史
トニー・ブレアは、1983年の総選挙にてダラムのセジフィールドから国会議員として初めて議会に選出された。1994年の労働党党首選挙では、ジョン・プレスコットとマーガレット・ベケットを破り57%の票を獲得して党首になった 。ブレアが初めて影の内閣で役職に就いたのは、1988年11月にニール・キノックがブレアを影のエネルギー大臣に任命したときであった。1992年7月、ジョン・スミスが労働党党首に選出された際には、ブレアは影の内務大臣に昇進した。
ゴードン・ブラウンはブレア労働党政権で要職を歴任し、2007年6月にブレアの後継者として首相に就任したが、1994年の党首選には立候補していなかった。これは、1994年にブレアとブラウンの間で合意が交わされ、ブラウンは選挙に出馬しないことが約束されていたためである。メディアはその後、ブレア首相が将来ブラウン首相に代わる形で退陣するという合意も同時に交わされていたのではないかという臆測を流したが、ブレア支持者たちはそのような合意はなかったと主張している。
「ニュー・レイバー」という用語は、1994年10月の労働党大会での演説においてブレアが「ニュー・レイバー、ニュー・ブリテン（"new Labour, new Britain"）」というスローガンの一部として作った造語である。この演説においてブレアは、党規約第4条を修正し、今まで労働党が有していた国有化へのこだわりを捨てて市場経済を積極的に受け入れると発表した。この修正条項は、労働党が市場と公有財産制のバランス、また富の創出と社会正義のバランスを取ることを公約するものとなった。ブレアは党大会で近代化の強化を訴え「変化しない政党は消滅する。そして労働党は歴史的記念碑ではなく、生きた運動である」と主張した。ブレアが党首に選出された後、1994年から1997年までは、労働党は数十年にわたる党員数の減少を食い止め、党員数を約40%増加させることに成功した。これは党の選挙戦における競争力を高めると同時に、ブレアのリーダーシップの正当性も高めた。
1997年の総選挙では、18年間続いた保守党政権から一転、ニュー・レイバーを掲げた労働党が地滑り的勝利を収め、下院で418議席を獲得した。これは労働党史上最大の勝利であった。労働党は2001年と2005年の総選挙でも勝利したため、ブレアは労働党史上最長の在任期間を誇る首相となり、3回連続の総選挙勝利を収めた初の首相となった。ブレアはまた、1974年のハロルド・ウィルソン以来、総選挙で勝利した最初の労働党党首でもあった。
1997年の選挙で労働党が勝利した後の数か月間に、スコットランドとウェールズで、中央政府からの権限移譲に関する住民投票が行われた。スコットランドでは明らかに大多数が権限移譲を支持したのに対し、ウェールズでは権限移譲支持派はかろうじて過半数であった。スコットランドはウェールズよりも強力な権限移譲を受けた。労働党政権は1998年にスコットランド議会とウェールズ議会を設立する法律を可決し、1999年に最初の選挙が行われた。ブレア首相は、地域議会と地方政府の設立を提案することで、北アイルランドにおける和平交渉の継続を試みた。1998年にはベルファスト合意が成立し、108名の議員からなる選挙制議会の設立と、民族主義者と統一主義者との間の権力分担協定が認められた。ブレア首相はこの合意に個人的に関与した。
1997年の総選挙において、下院にはフェビアン協会から約200人の議員が選出されており、その中にはトニー・ブレア、ゴードン・ブラウン、ロビン・クック、ジャック・ストロー、デイビッド・ブランケット、クレア・ショートなど、閣僚のほぼ全員が名を連ねていた。フェビアン協会はニュー・レイバー政権における「批判的な友人（"critical friend"）」としての役割を追求した。労働党政権におけるファビアン協会の政策アジェンダへの最も重要な貢献は、1992年にエド・ボールズがイングランド銀行の独立性を主張したパンフレットであった。1998年、ブレア首相率いるニュー・レイバー政権は、人権法を導入した。これは、欧州人権条約で定められた内容を英国法に盛り込むことを目的として制定された。同法は1998年11月9日に女王裁可を得たが、実際に施行されたのは2000年10月初旬であった。
1998年に米国がアフガニスタンとスーダンを攻撃した後、ブレア首相はこれらの攻撃を支持する声明を発表した。ブレア首相は2001年の米国によるアフガニスタン侵攻に軍事支援を行った。2003年3月、労働党政権はサダム・フセインが大量破壊兵器を保有しているという疑惑を懸念し、米国主導のイラク侵攻に参加した。イギリスのイラク介入に対し、国民の間で抗議運動が広まった。2002年10月と翌年春には40万人以上の群衆がデモを行った。2003年2月15日には100万人以上がイラク戦争に反対するデモを行い、6万人が労働党大会前にマンチェスターでデモ行進を行った。
2007年6月、ブレアは労働党党首を辞任し、2007年労働党大会後、元財務大臣のゴードン・ブラウンが後任となった。その3年前、ブレア首相は、2005年の総選挙に勝利した場合、労働党党首として4回連続の総選挙に出馬することはないと発表していた。ブラウン首相は当初、国民の強い支持を得ており、早期に総選挙を行う計画があると広く報じられたが、公式には発表されなかった。2008年2月18日、アリスター・ダーリング財務大臣は、破綻寸前のノーザン・ロックを国有化し、500億ポンドの融資と保証で支援すると発表した。同銀行は前年に米国で発生したサブプライム住宅ローン危機により経営が不安定化しており、民間の買い手は見つからなかった。
2010年の総選挙はハング・パーラメント（宙吊り議会）に終わった。労働党は258議席を獲得したが、これは2005年の総選挙での獲得議席よりも91議席少ない。自由民主党との連立合意にも失敗した後、ブラウンは5月10日に党首を辞任する意向を表明し、翌日には首相を辞任した。その後まもなく、デイヴィッド・キャメロンとニック・クレッグは保守党と自由民主党の連立政権の樹立を発表した。キャメロンは首相、クレッグは副首相となり、内閣には保守党の大臣18名と自由民主党の大臣5名が就任した。
デイヴィッド・ミリバンドは、労働党党首選への出馬表明において、ニュー・レイバーの時代は終わったと宣言した。2010年9月1日にブレア首相の回顧録が出版された後、エド・ミリバンドは次のように述べた。「トニー・ブレア、ゴードン・ブラウン、ピーター・マンデルソン、そしてニュー・レイバー体制から脱却する時が来たと思います。そして今回の選挙においては、私が最もよい新しいページのめくり方ができる候補者です（the candidate that I am at this election who can best turn the page）。率直に言って、国民の大半は私たちが新しいページをめくることを望んでいるでしょう」。エド・ミリバンドは党首選挙で勝利し、労働組合の有権者からの支持を動員することに成功した。
ブレアは2011年7月の演説で、自身が退任しブラウンが労働党党首に就任した時点でニュー・レイバーは死んだと述べ、党は2007年以降「推進力を失った」と主張した。しかし、ニュー・レイバーの掲げた「第三の道」は、世界中の様々な中道左派政党に影響を与えた。

## 政治的ブランディング

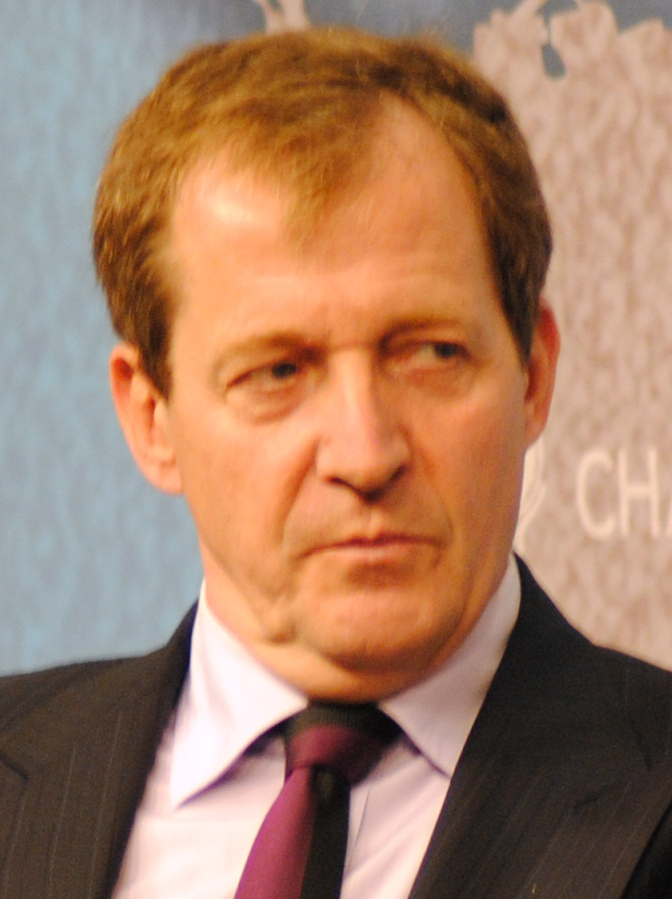
アラステア・キャンベルは、ニュー・レイバーのメディアイメージの中心人物であった

ニュー・レイバーが誕生すると、それはブランドとして発展し、1994年以前の古い労働党（en:Old Labour）からの離脱として描かれた。「古い労働党」は選挙公約を定期的に裏切るとして批判され、労働組合主義、国家、そして社会保障の受益者と結び付けられていた。マーク・ベヴィアは、ニュー・レイバーが生み出されるに至ったもう一つの動機は、それ以前の数十年間に台頭してきたニュー・ライトへの反応であったと主張している。いずれも元労働党党首であったニール・キノックとジョン・スミスの二人は、1994年にスミスが亡くなる以前まで、選挙で勝利するための戦略として党の近代化に取り組み始めていた。キノックは、1987年の総選挙から1992年の総選挙までの間に、党の近代化の第一波を推し進めた。アンソニー・ヒースとロジャー・ジョウェルの行った定量調査によると、有権者は労働党を1987年時よりも1992年時のほうがより穏健で選挙に勝てる党と見なしていたことが示され、近代化の強化を求める議論は正当化されたといえる。しかしながら、スミスのアプローチは（ときに軽蔑的に）「もう一押し（en:One more heave）」と評され、ブレア、ブラウン、マンデルソンといった近代化論者からは臆病すぎると受け止められた。彼らは、保守党政権の不人気を利用して論争を避け次の選挙に勝利しようとするスミスの慎重なアプローチは不十分だと感じた。80年代半ば以降の労働党の内部対立は、キノックのリーダーシップの下で推進された中道化改革路線を支持する多くの穏健左派層と、党組織、政策、選挙戦略全面にわたる改革のスピードを一層速めることを強く主張するブレアら若手モダナイザーとの間に起きた。スミス党首時代の労働党と、ブレア党首時代（ニュー・レイバー）の労働党とでは、マクロ経済政策では両者ともにケインズ主義からの離脱という方針を共有していたが、社会福祉の領域では明らかに異なる性格を見せた。
ニュー・レイバーは党のブランドを活用してこの近代化を継続させた。ニュー・レイバーは党の近代化を国民に伝えるためにも使われた。党はまた、フォーカスグループを使って、自党の政策が無党派層にとって魅力的かどうかをテストし始めた。その目的は、国民に対し、党が新たなタイプの統治を提供するという安心感を与え、労働党政権が労働争議からの混乱を再び引き起こすのではないかという懸念を和らげることであった。ブレアは、党の近代化について「労働党を、国民の大多数の利益を推進する主流派政党としての伝統的な役割に戻すこと」だと説明した。
ブレア政権発足6か月後の1997年11月、首相官邸に戦略的コミュニケーション局が新設され、当時報道官であったアラステア・キャンベルが兼任することとなった。これにより、キャンベルは首相官邸だけでなく、各大臣ないし中央省庁とメディアとの関係も一元的に管理することとなった。このプロセスは、労働党の選挙本部がミルバンクにあったことにちなんで「ミルバンキゼーション（Millbankization）」と呼ばれ、厳しい統制がなされたが、非常に効果があった。キャンベルはメディア対応においてプロフェッショナルなアプローチを取り、明確なメッセージを伝え、党としてメディアの好意的な反応を確実に得られるよう事前に記事を準備した。キャンベルは、細部へのこだわりと効果的なサウンドバイトの活用で知られたジャーナリスト時代の経験を生かした。キャンベルはニューズ・インターナショナルとの関係を築き、好意的な報道をさせるのと引き換えに、同紙に早めに情報を提供した。国際関係学研究者のマイケル・フォレイは、「ブレア首相の報道官、アラステア・キャンベルほどこの政権が効果的な政府広報を重要視し、官邸からの国民へのメッセージを集中的管理したいという衝動を集中的にあらわすものはない」と評している。同時期にブラウンの広報コンサルタント（press officer）を務めていたチャーリー・ウェランは、キャンベルが独自の判断で報道機関に情報を流そうとしたために、しばしばキャンベルと対立した。この対立は1999年にキャンベルが辞任するまで続いた。
労働党の政策顧問フィリップ・グールドは2002年に、労働党指導部に宛てた書簡において、党のブランドは汚名を着せられ、批判と嘲笑の的となり、信念と誠実さの欠如によって損なわれていると指摘した。ブランドは党内紛争や問題への対処の失敗により弱体化した。ブレア首相もこの見解を支持し、政府は内政にもっと時間を費やし、統一戦略を策定し、「目を引くイニシアチブ」を創出する必要があると主張した。ブレア首相はまた、外交においてもより積極的に行動する必要があると表明した。
したがってニュー・レイバーのリーダーたちは、選挙での勝利拡大に向けた取り組みの一環として、効率的かつ綿密に計算されたメディア戦略を策定し、実行した。フローレンス・フォーシェイ＝キング（Florence Faucher-King）とパトリック・ル・ガレス（Patrick Le Galés）は、「2007年までに、党は社会との仲介能力を失っており、わずか10年の間に党員の半数を失った。しかしその失われた党員はかつて、選挙に勝利するための強力な組織となっていた」と指摘している。

## 選挙での支持
ニール・キノック政権下で、労働党は狭い社会階層の垣根を越えて選挙支持を拡大しようと試みた。ブレア政権発足後、労働党はより上の社会階層（higher social classes）で大きな躍進を遂げ、1997年の選挙では管理職・行政職から39％の支持を獲得した。これは、労働党がこれまで敗北してきた選挙での支持率を上回った。これは、労働党陣営がC1およびC2層を意図的にターゲットにしていたことと、労働党支持票ではなく反保守党票（anti-Conservative vote）を獲得したことによる。労働党は年配層よりも若年層から多くの支持を集めたが、男女間の差は顕著ではなかった。1980年代には、労働党の支持層の多くは北部の工業地帯に流れ込み、1997年にはイングランド南部で労働党の支持率が大幅に向上した。2001年と2005年の選挙では、労働党は1997年に獲得した中流階級の支持をほぼ維持した。学者のチャールズ・パティとロン・ジョンストンによれば、1997年の労働党の圧勝は、野党時代の労働党の力強い実績、近代化への取り組み、穏健な政策によって達成されたという。地滑り的勝利が既定路線だという見方が大勢であったため、これらすべての要素が保守党支持者を棄権に追い込んだ。
2001年の選挙では、労働党の支持基盤であった選挙区で、投票率が大幅に低下した。これは、有権者が労働党現職議員の再選は既定路線と見なしたことと、労働党が最初の任期中に公共サービスの大幅な改善を実現できなかったという不満が重なったことが原因だと考えられている。2005年の選挙での労働党の支持率は過去2回の選挙よりも大幅に低下したが、デイヴィッド・ルービンシュタインは、その原因はイラク戦争とブレア首相に対する怒りにあるとしている。
ジェフリー・エバンス、ジョン・カーティス、ピッパ・ノリスは、1997年の総選挙における戦略投票の発生率を検討した論文を発表した。彼らの研究によると、1997年には戦略投票が増加し、反保守党層の投票が大幅に増加し、反労働党層の戦略投票は減少した。政治評論家のニール・ローソンとジョー・コックス（Joe Cox）は、戦略投票は1997年、2001年、2005年の選挙でニュー・レイバーが過半数議席を獲得するのに貢献したと述べ、同党が勝利したのは保守党に対する国民の反対があったからだと主張した。労働党は勝利後、「ニュー・レイバー（新しい労働党）として勝利し、ニュー・レイバーとして政権を担う」と宣言したが、コックスとローソンはこの見方に異議を唱え、保守党に対する国民の反対があったからこそ勝利したのだと主張した。

## 主要人物

### トニー・ブレア
トニー・ブレアは1994年の党首選挙で労働党党首に選ばれ、同年10月の党大会で「ニュー・レイバー」という造語を生み出した。ブレアは、公共セクターと民間セクター（public and private sectors）を活用して経済成長を促進し、労働党の従来の公約であった国有化を放棄するという「第三の道」の哲学を追求した。ブレアの政治に対するアプローチには、イギリス政界ではなくメディアへの依存度を高め、それを利用して国家の政策アジェンダを設定することが含まれていた。彼は良好な公共イメージの維持に多大な資源を費やし、それが時には内閣（cabinet）よりも優先されることもあった。ブレア首相は、閣僚が各省庁で管理的役割を担い、戦略ビジョンは首相が策定するという、中央集権的な政治アジェンダ（centralised political agenda）を導入した。ブレアは、イデオロギー的には、個人が繁栄できるのは強い社会においてのみであり、失業が蔓延する中ではそれは不可能であると考えていた。
トニー・ブレアは1997年から2007年まで首相を務めた。

### ゴードン・ブラウン
ゴードン・ブラウンはブレア労働党政権の重要人物であり、党の理念形成において重要な役割を果たした。ブラウンは1992年から1997年まで影の財務大臣を務め、1997年の総選挙で労働党が勝利した際に財務大臣に任命された。彼は公的支出を抑制し、教育と医療への財源を増やそうとした。彼の経済戦略は市場原理に基づいており、貧困労働者世帯向け税額控除制度の導入を通じて福祉国家の改革を試みたほか、金利設定をイングランド銀行に一任した。

### ピーター・マンデルソン

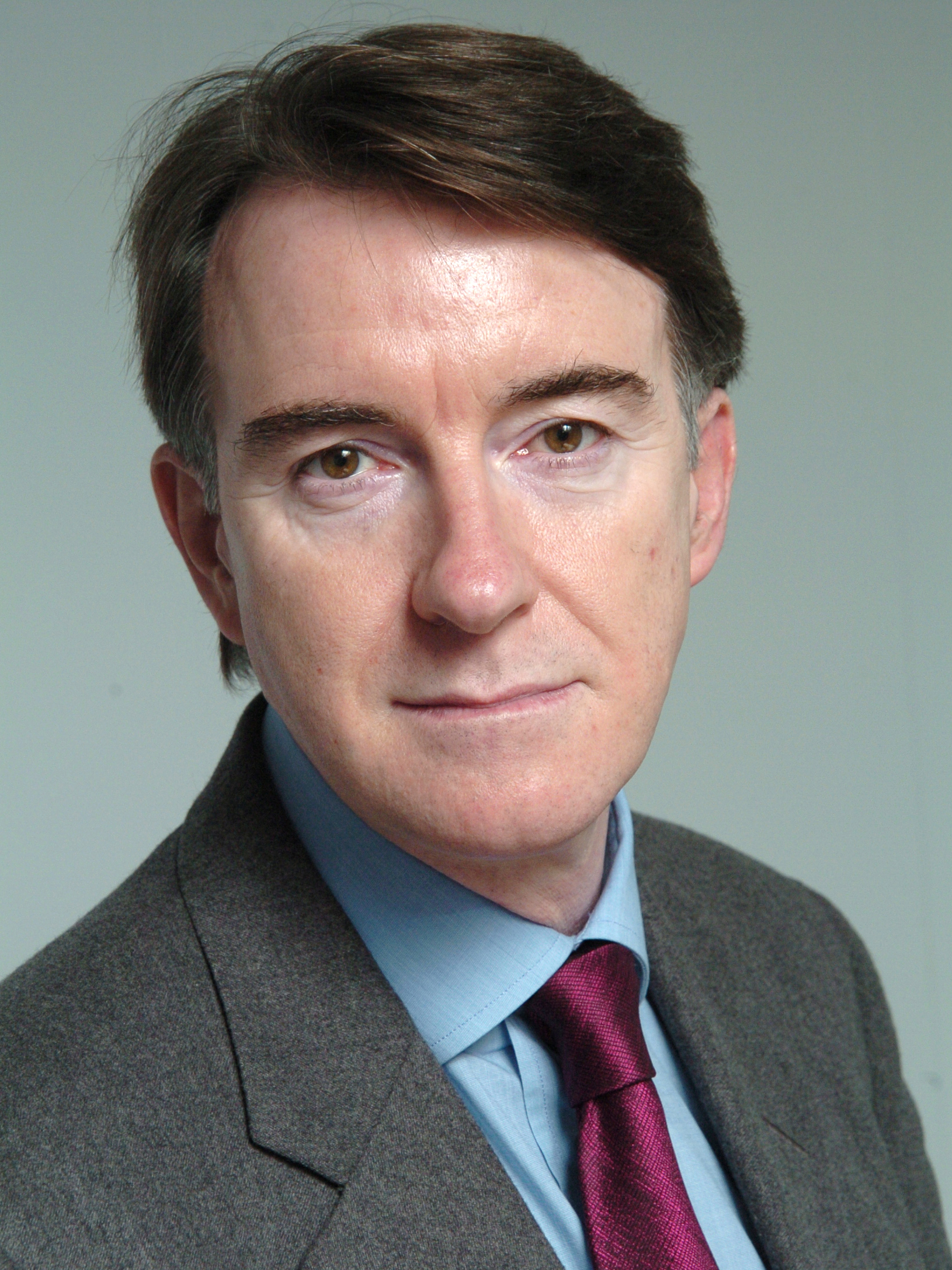
ピーター・マンデルソンは、ブレアとブラウンの政策・メディア担当上級顧問であった

1985年、ピーター・マンデルソンは労働党の広報部長に任命された。マンデルソンはかつてテレビ放送業界で働いた経験があり、労働党の広報活動の効率化に貢献したほか、特に無党派層に対するメディアイメージを顧慮した。マンデルソンは、1985年に設立された運動・広報局（the Campaigns and Communications Directorate）の局長を務めたほか、影の広報庁（the Shadow Communications Agency）を設立した。彼は労働党とメディアの関係を監督し、報道機関のアジェンダ設定の役割の重要性を信じていた。特に新聞の設定するアジェンダは、主要な放送局に影響を与えると考えていた。ブレア政権では、マンデルソンは様々な政府省庁を調整する無任所大臣（Minister without portfolio）に任命された。
1996年の自宅購入時に巨額の不正融資を受けていた疑惑が浮上し、マンデルソンは1998年に閣僚を辞任した。その後、1998年～2001年、2008年～2010年に、それぞれ第2次ブレア内閣、ブラウン内閣で再び大臣を務めた。
2021年、タイムズ紙は、マンデルソンが第22代労働党党首キア・スターマーに対し、党をジェレミー・コービンの指導力から脱却させ、選挙での訴求を拡大するよう助言していたと報じた。

### アラステア・キャンベル
アラステア・キャンベルは労働党の報道官であり、元労働党党首ニール・キノックの弱体化を招いた報道機関の影響力を中和して党の支持基盤を築く戦略を主導した。政権入りしたキャンベルは、党のメディア対応を調整し、報道機関に統一されたイメージが提示されることを確実化するための中核機関「戦略的コミュニケーション局（Strategic Communications Unit）」を設立した。タブロイドジャーナリズムでの経験から、キャンベルはメディアの各分野がどのように話を報じるかを理解していた。キャンベルはブレア首相と近しかったため、ジャーナリストにとって貴重な情報源であった。キャンベルは閣僚会議に定期的に出席した初の報道官でもあった。

## 政治思想
ニュー・レイバーは、「資本主義と社会主義を超えた」代替案を提示することを目的とした綱領「第三の道」を提唱し、これを支持した。このイデオロギーは、党を進歩的なものにし、政治的スペクトル全体の有権者からの支持を引き付けるために提唱された。フローレンス・フォーシェイ＝キング（Florence Faucher-King）とパトリック・ル・ガレス（Patrick Le Galés）によれば、「ニュー・レイバーの指導部は、グローバル化した資本主義を受け入れ、労働組合に敵対することが多かった中産階級と力を合わせる必要があると確信していた」。そして、それが政策の方向性を決定づけた。ニュー・レイバーは、経済的に効率的であるとみなした新右翼の新自由主義市場経済と、ニュー・レイバーと社会正義への関心を共有している1945年以降の労働党の倫理改革主義との間の、中道を提示した。ニュー・レイバーのイデオロギーは、大衆集産主義を通じて労働者階級のために社会正義を実現するという労働党の伝統的な信念から逸脱した。ブレアは倫理的社会主義・キリスト教社会主義の論者の見解から影響を受けており、それらを利用して、ある人々が現代版の社会主義または自由社会主義だと考えるものを提唱した。

### 社会正義
ニュー・レイバーは、以前の労働党政権が重点を置いていた平等ではなく、社会正義をより重視する傾向があり、社会正義と経済効率は互いに排他的であるという見方に異議を唱えた。ミニマムスタンダードと機会の平等が、結果の平等以上に推進されたため、平等に対する労働党の伝統的なこだわりは薄まった。
ジョン・スミス（第17代労働党党首）が設置した社会正義委員会は、1993年の報告書『正義のギャップ（The Justice Gap）』において、福祉国家の限界とそれを乗り越えようとしたサッチャー改革の問題点を指摘し、両者を乗り越えるための概念として社会正義を位置づけた。同報告書はジョン・ロールズの理論に基づき、資源の公正な分配の仕方が誰にもわからない状態においては諸個人の「平等な自由」が保証されねばならず、そしてその「平等な自由」を保証するためには機会の平等」が保証されねばならないから、「機会の平等」こそが「社会正義」の本質であると定めた。社会正義委員会は、1994年の報告書『社会正義（Social Justice）』においては、社会正義を「全ての市民のための平等の価値のことであり、市民の基本的欲求を満たしうる平等の権利のことであり、機会とライフ・チャンスをできる限り広く拡張させようとする欲求のことであり、そして我々が不正な不平等を減らしたり除去したりするための必要条件のことである」と具体的に定義した。政治学者の今井貴子は、同報告書は労働党が伝統的に支持してきた戦後福祉国家からの「転換」を非常に明確に示した一方で、80年代の政治的言説で支配的な地位を獲得したネオリベラリズムとは一線を画し、「経済的な機会の平等の保障」を実現する際の政府責任を強調していると評する。具体的には、同報告書において、機会の平等の実現の文脈から初めて ｢社会的排除｣ が議論の俎上にのせられたとされる。
労働党は社会正義を、第一に市民に平等な政治的・経済的自由を与える必要性、そして社会市民権の必要性であるとみなした。それは機会の平等な分配の必要性を包含するが、成功した人から物を奪って失敗した人に与えてはならないという但し書き付きである。

### 経済
ニュー・レイバーは市場の経済的効率性を認め、市場を資本主義から切り離すことによって社会主義の目標を達成しつつ資本主義の効率性を維持できると信じていた。市場はまた、消費者に権限を与え、市民が自らの判断で行動し、責任を持って行動するのを可能にする点でも有用であった。ニュー・レイバーが市場経済を支持したのは、市場経済は経済効率性だけでなく社会的な目的にも活用できると考えたためである。ニュー・レイバーは、国有化は効率的でもなければ望ましいものでもないという立場をとっており、中央集権的な国有化をイデオロギー的に追求していると見られないようにすることが当時の労働党にとって重要であった。政権与党時代は、同党は、資金調達と増税・支出政策や過剰借り入れに対する懸念を軽減するため、官民連携（PPP）や民間資金活用（PFI）を頼りにした。ニュー・レイバーは、政権発足後2年間、保守党の歳出計画を維持した。この間ゴードン・ブラウンは、「黄金律」と保守的な予算運用によって「鉄の宰相」の名声を得た。

### 福祉
ジョン・スミス党首時代に設置された社会正義委員会による1994年の報告書『社会正義（Social Justice）』は、「機会の平等」の観点から社会的排除を取り上げた。同報告書は、社会的排除の「予防」効果を含む支援策として、再雇用支援を含む就労支援サービスへの投資増大、義務教育から生涯教育にいたるまでの切れ目のない教育支援の拡充、「参加所得」の導入を検討したほか、就労支援プログラムではスコットランドの媒介的労働市場プログラム（Intermediate Labour Market：ILM）を一つのモデルとし、就労支援策の拡充を通じて長期失業者を労働市場に「再統合」することを提示した。同報告書が示した政策構想の軸となったアイディアの源泉は、EUで議論されていた「ソーシャル・ヨーロッパ（Social Europe）」であり、これはサッチャー政権が倣ったレーガン政権下の「ワークファースト」モデルと明確に対置されるものであった。
ブレアも、ジョン・スミス前党首と同様に、社会福祉政策の領域は労働党の独自性を示すことのできる有利な争点であると考えていた。しかしブレア・チームは、報告書『社会正義』の刊行からほどなくして、報告書と新執行部の政策志向の違いを指摘した。たとえばアラステア・キャンベルの自伝『The Blair Year』によれば、報告書『社会正義』が刊行される直前の10月13日、ブレアら党幹部の会議で、『社会正義』が「（社会のなかで）もっとも支援を必要としている人々を対象にしているという点において、社会主義だという議論を容易に惹起する」という懸念が示された。1995年に入りニュー・レイバーとしての政策アジェンダ形成が本格化すると、この報告書の扱いをめぐって党執行部内の見解の相違が顕在化した。当時ブレアは、クリス・スミスを社会保障担当影の大臣に任命し、社会福祉政策を体系的に提示する役割をほぼ一任していた。クリス・スミスは、急逝したジョン・スミスの手がけていた福祉改革案策定において中心的であった人物の一人で、報告書『社会正義』の基本方針を継承する立場を明らかにしていた。対してゴードン・ブラウンは、財政規律を優先し、経済政策アジェンダと整合性のある低コストな福祉を志向した。ブラウンは1995年10月の党大会で、包括的就労支援策ニュー・ディール（New Deal）プログラムを中心においた「福祉から就労へ（Welfare to Work）」政策を公表した。このプログラムは、若年失業者、長期失業者を主たる対象とした就労支援策であった。「ニュー・ディール」は、従来の労働党が「結果の再分配」の観点から推進してきた給付中心の福祉政策から、「機会の再分配」を重視する教育・就業支援政策への転換を示すものである。また、「労働への参加」を通じて社会的包摂を図ろうとする点において、ワークフェア的な性格を有している。クリス・スミスは、党執行部に提案した失業手当の増額が採用されず、より「現代的」なプログラム策定を命じられたことから、ブラウンの「アメリカ型ワークフェア」に違和感を表明した。1996年7月には、クリス・スミスは保健担当影の大臣へと異動し、代わってブレアの盟友で公共サービスにおける市場原理の導入に肯定的なハリエット・ハーマンが社会保障担当大臣に就任した。「ニュー・ディール」は、ニュー・レイバー政権により1998年から雇用政策として開始され、その後変更を伴いつつ、2010年に政権交代するまで存続した。
2001年の労働党のマニフェストは、福祉改革を掲げており、その中には就労家族税額控除（Working Families Tax Credit）、国家チャイルドケア戦略（National Childcare Strategy）、最低賃金といった内容が含まれていた。クリス・グローバーは『Capital & Class』誌への寄稿において、これらの政策は就労促進を目的としており、この立場がニュー・レイバーの福祉政策の根幹を成していると主張した。グローバーは、ニュー・レイバーの福祉改革がワークフェア的であるという見方を検討し、この文脈においては、社会政策を市場経済の成長に沿わせることを意味するはずだと主張した。グローバーは、ニュー・レイバー政権下では、この立場は就労促進策を通じて強化されたと主張した。

### 犯罪
ニュー・レイバーの政治理念の一部は、犯罪と社会的排除を結びつけ、犯罪率の低下を目指して社会福祉当局と警察当局の連携を促進する政策を追求した。一方、ニュー・レイバーの政策の他の分野では、犯罪に対する伝統的なアプローチが維持されていた。トニー・ブレアの犯罪に対するアプローチは、「犯罪に対して厳しく、犯罪の原因に対しても厳しく（en:Tough on crime, tough on the causes of crime）」と評されている。第1次ブレア内閣が犯罪対策に費やした予算の割合は直前の第2次メージャー内閣より低かったが、第2次ブレア内閣ではほぼ倍増（予算の約6.5％）した。第3次ブレア内閣では、犯罪対策予算は第1次内閣のときとほぼ同じ水準であった。ニュー・レイバー政権下では、犯罪件数は、1995年の約1万8000件から2005～06年には1万1000件へと大幅に減少した。ただし、同期間中に警察への通報件数も減少したことは考慮されていない。
2005年の刑務所収容者数は7万6000人を超えたが、これは主に刑期の長期化によるものである。アメリカ同時多発テロ事件の後、労働党政権はテロ対策を重視しようとした。政府は2002年以降、反社会的行動を減らすことを目的とした政策を実施した。1998年に制定された犯罪及び秩序違反法（en:Crime and Disorder Act 1998）においては、反社会的行動禁止命令が導入された。この労働党政権下においてロンドン同時爆破事件が発生した。これはイギリスで初のアルカーイダによる自爆テロであり、パンアメリカン航空103便爆破事件以降では、イギリスで最も多くの死者を出した事件となった。

### 多文化主義
ニュー・レイバー政権の終了後、2010年に政権を握った保守党と自由民主党の連立政権は，前労働党政権が「国家的多文化主義」の政策を進めたことによって，異なった民族的・宗教的グループが社会の主流コミュニティと関わらずに生活を送る問題を悪化させ、宗教的過激派への取り組みにも失敗したと非難した。2011年2月、当時の首相デイヴィッド・キャメロンは、（前労働党政権が推進した）「国家多文化主義の教義」は失敗に終わり、もはや国の政策ではないと述べた。キャメロンは、ミュンヘンで開催された国際安全保障会議での演説において、一部の人々をテロに駆り立てる過激なイデオロギーを「打ち負かす」という姿勢を示したほか、あらゆる信仰を持つ人々がより広い社会に統合し、中核的価値観（言論の自由、宗教の自由、民主主義、平等の権利）を受け入れなければならないと述べた。同演説でキャメロンは「国家的多文化主義のもと，私たちは異文化の人々が異なる生活を送り、社会の主流からも離れて生活することを推奨してきた。私たちは彼らが属したいと感じる社会のビジョンを提供してこなかった。私たちの価値観に反する行動をする分離されたコミュニティを容認さえしてきた」と述べた。
この演説は、デイリー・テレグラフ紙が、過激化した英国人イスラム教徒によるテロ攻撃という「特定の脅威」を英国情報機関がいかに恐れているかを報じた後に行われた。キャメロンのこの声明に対し、イギリス国内のイスラム教徒のグループは、キャメロン首相が彼らを社会問題の一部であるととらえていること、そして対話を促すのではなく、過剰な不安や疑心暗鬼を増大させたとして非難した。
多文化主義をめぐる論争は、ジャック・ストロー、トニー・ブレア、デイヴィッド・ブランケットの元顧問であるAndrew Neatherが、労働党の閣僚たちがイギリスへの大量移民の受け入れに隠された思惑を持っていると発言したことで表面化していた。2000年に行われた非公開会議に出席していたNeatherによれば、政府の機密報告書は、英国の文化的構成を変えるために大量移民が必要だと訴え「大量移民こそが、政府が英国を真に多文化主義にするための手段である」としていたという。Neatherはさらに、「この政策は、たとえそれが主な目的ではなかったとしても、右派に多様性を突きつけ、彼らの主張を時代遅れにすることを意図していた」と述べた。この陰謀疑惑は「Neatherゲート」という異名で知られるようになった。しかしNeatherは後に、自身の発言が歪曲されたと述べ、「主な目的は、今では想像もできないほどに好景気が技能不足に直面していた時期に、より多くの移民労働者を受け入れることだった。（中略）どういうわけか、興奮しやすい右派の新聞コラムニストによって、英国を多文化主義にするための「陰謀」のように歪曲されている。陰謀などなかったのだ」と述べた。政府がリベラルな価値観を完全に支持していないムスリム団体と過度に緊密に連携しているのではないかという懸念の渦中に置かれて、保守党・自由民主党連立政権のキャメロン首相は、今後は地域社会の団体が民主主義、平等、そして統合を促進しているかどうかを精査すると述べた。またその際、「公金は一切使わないし、大臣と政策を共有することもない」と述べた。ただし公式統計によると、欧州連合（EU）加盟国および非EU加盟国からの移民、そして難民申請者数は、キャメロン政権下で大幅に増加した。
労働党は創成期より、労働組合や協同組合を自己組織化した労働者階級と、フェビアン協会員などの中流階級的知識人とをその基盤としていた。前者の持つ道徳意識や宗教意識、家族観は後者よりも概して保守的であるとされ、自由主義的、中流階級的な価値観を有するブレア政権が見せた多文化主義、親EU、親ビジネス、国際主義の姿勢は、伝統的労働者層との間で緊張関係を引き起こした。とりわけ世界金融危機であらわになった格差拡大への不満や政治家不信は、ポピュリズムを刺激した。イングランド北部の旧工業地域における労働者階級や貧困層は、主流社会から「見捨
てられた（left behind）」存在となり，特に2010年前後からは右派ポピュリズム勢力（UKIPやEU離脱派など）や保守党に流れる傾向もみられ，労働党からの離反を次第に強めている。ニュー・レイバー政権のもとでは、中流階級からの労働党得票数は増加したが、労働者階級からの票は減少した。2010年以降の労働党内では、経済的に左派、文化的に保守（特に移民、犯罪、DEI、コミュニティ精神）の立場をとるブルー・レイバーが勢力を拡大している。ブルー・レイバーの主唱者であるモーリス・グラスマンは、労働党は（特に未熟練、非正規の）労働者の生活や雇用に十分配慮することなく資本と労働力のグローバル化を強行したことにより、極右ポピュリズムを台頭させた責任さえあると主張する。ただしブルー・レイバーは、労働党多数派から警戒視されており、基本的には党内の社会的保守派、右派勢力とみなされている。

## 評価
労働組合活動家でジャーナリストのジミー・レイドは、2002年に『スコッツマン』紙に寄稿し、ニュー・レイバーが平等の促進や実現に失敗したことを批判した。彼は、ニュー・レイバーが追求した「ダイナミックな市場経済」は、政府が社会正義の実現に介入することを阻む資本主義市場経済の運営を継続する手段に過ぎないと主張した。レイドは、クレメント・アトリー政権の社会政策はマーガレット・サッチャーによって放棄され、そしてそれはニュー・レイバーによって復活させられなかったと論じた。彼は、ニュー・レイバーが不平等の拡大を阻止できなかったことを批判し、選挙勝利への野心が労働党を右傾化させたと主張した。アーサー・スカーギルをはじめとする多くの左派労働党員は、ニュー・レイバーの台頭によって離党したが、ニュー・レイバーは多くの中道および中道右派を党内に引き入れた。デイリー・メールの発行者であるジョナサン・ハームズワースは、重大なイデオロギー転換が起きたことを強調しつつ、また伝統的な左派支持者層のニュー・レイバーに対する反応が否定的なものとなった理由を指摘しつつ労働党に鞍替えし、次のように述べた。「私がニュー・レイバー（新しい労働党）に加わったのは、それが明らかに、新しい保守党だったからだ」。マーガレット・サッチャーは、自身の最大の功績は何かと問われた際に、「トニー・ブレアとニュー・レイバーだ」と答えた。トニー・ブレア自身もサッチャーを「偉大な政治家」と評し、「彼女のやったことを覆すのではなく、さらに発展させたい」と語った。
ウォーリック大学の政治学講師スティーブン・ケッテル（Steven Kettell）は、ニュー・レイバー体制下での労働党指導部の行動、そして議会で脅しを行使する姿勢（党の支持を維持するために議員の昇進を見送る等）を批判した。ケッテルは、イギリス中央政界の他の政党にも言及しつつ、これらの議員たちを「それぞれの寡頭政治にとって、従順なロビー活動の餌食に過ぎない」と評した。
社会学者のアンソニー・ギデンズは、ニュー・レイバーに近い人物であり、「第三の道」の理論上の発展における重要人物であったが、日常の政治の領域で行われた「第三の道」の解釈の多くとは距離を置いていた。ギデンズにとって、「第三の道」とは新自由主義や資本主義市場の支配に屈することではなかった。重要なのは、市場原理主義と伝統的なトップダウン型社会主義の両方を乗り越え、グローバル化する世界において中道左派の価値観を重視することであった。ギデンズは「金融市場の規制は世界経済における最も喫緊の課題である」と述べ、「自由貿易への世界的なコミットメントは、規制の必要性の排除ではなく、効果的な規制にかかっている」と主張した。ギデンズは2002年、ニュー・レイバー政権が直面する問題点を列挙し、スピンを最大の失敗と指摘した。スピンが労働党のイメージに与えた損害が回復困難なほど深刻だったからである。また、ミレニアム・ドームでのプロジェクトの失敗や、無責任な企業への対応における無能さにも疑問を投げかけた。ギデンズは、ニュー・レイバーの保守党を周縁化させる能力、経済政策、福祉改革、教育分野の特定の側面は成功とみなしたが、国民保健サービス（NHS）や環境・憲法改革などにおける労働党の「中途半端な政策」を批判した。